# 52 minutes
52 minutes (en català: 52 minuts) és un programa de televisió humorístic suís en llengua francesa presentat per Vincent Kucholl i Vincent Veillon i que s'emet a RTS 1 des del setembre de 2020. El programa continua el concepte de 26 minutes (2015-2017) i de 120 minutes (2018-2020): és un programa d'actualitat satíric que repassa els moments més destacats de les darreres setmanes, a Suïssa i arreu del món. En cada programa, una personalitat real és convidada i sovint s'enfronta amb un dels personatges de ficció interpretats per Vincent Kucholl.

## Història

### 26 minutes
Entre gener de 2015 i desembre de 2017, el programa es va emetre cada dissabte a RTS 1 a les 20:10. El programa era gravat en directe els divendres al Club Chauderon 18 de Lausana.
El programa 26 minutes va ser tot un èxit en el seu primer any, ja que els dos presentadors també van acollir el programa 120 secondes a Couleur 3.
El maig de 2017, els "dos Vincents" van anunciar el final del programa al desembre per tornar als escenaris en un nou programa el 2018 titulat Le Fric.
La 100a i última edició de 26 minutes va ser una transmissió especial en directe de gairebé dues hores, el 16 de desembre de 2017.

### 120 minutes
Vincent Kucholl i Vincent Veillon van tornar a la televisió el setembre de 2018 al programa mensual 120 minutes. S'emetia cada segon dissabte de mes a les 20:10 a RTS 1. L'últim programa es va emetre el 13 de juny de 2020.

### 52 minutes
El programa 52 minutes s'emet cada dues setmanes des del dissabte 5 de setembre de 2020. Inclou "Suisse ?", una crònica sobre el país presentada pel periodista francès David Castello-Lopes.